# Roberto Rosetti
Roberto Rosetti (Torino, 1967. szeptember 18. –) olasz nemzetközi labdarúgó-játékvezető. Polgári foglalkozásként egy kórház igazgatója.

## Pályafutása

### Nemzeti játékvezetés
A játékvezető vizsgát 1983-ban tette le, majd különböző labdarúgó osztályokban szerezte meg a szükséges tapasztalatokat. Az ellenőrök és sportvezetői javaslatára 1996-tól a legfelsőbb ligában tevékenykedhet. A Juventus vezetője Luciano Moggi, Pierluigi Collinával együtt feljelentette az Olasz labdarúgó-szövetségénél, hogy csalnak a Juventus kárára. A botrányt követően Collina végérvényesen befejezte pályafutását, Rosettit pedig felmentették a vádak alól. Az aktív nemzeti játékvezetéstől 2010-ben a labdarúgó-világbajnokságot követően vonult vissza. Vezetett bajnoki mérkőzéseinek száma: 125.

#### Nemzeti kupamérkőzések
Vezetett Kupa-döntők száma: 4.

##### Olasz Kupa
Az olasz JB szakmai felkészültségének elismeréseként többször megbízta a döntő találkozó koordinálásával. Az 1999/2000 szezonban a FIFA JB felkérésre a döntő találkozó mindkét mérkőzését két bíróval vezették le. Rosetti párja Gianluca Paparesta játékvezető volt. A pozitív tapasztalatok ellenére a FIFA JB nem vezette be ezt a taktikai lehetőséget. A játékvezetői hármas rövid időn belül fejhallgatós szettet kapott.
| Időpont         | Helyszín                 | Mérkőzés típusa         | Mérkőzés                          | Eredmény | Nézők száma |
| --------------- | ------------------------ | ----------------------- | --------------------------------- | -------- | ----------- |
| 2000. május 18. | San Siro Stadion, Milánó | második döntő találkozó | FC Internazionale Milano–SS Lazio | 0 : 0    | 53 406      |
| 2003. május 31. | San Siro Stadion, Milánó | második döntő találkozó | Milán–Róma                        | 2 : 2    | 80 000      |
| 2009. május 13. | Olimpiai Stadion, Róma   | döntő                   | Lazio–UC Sampdoria                | 1 : 1    | 68 000      |

##### Szuper-kupa
| Időpont             | Helyszín                 | Mérkőzés típusa | Mérkőzés            | Eredmény | Nézők száma |
| ------------------- | ------------------------ | --------------- | ------------------- | -------- | ----------- |
| 2007. augusztus 19. | San Siro Stadion, Milánó | döntő           | Internazionale–Róma | 0 : 1    | 34 898      |

### Nemzetközi játékvezetés
Az Olasz labdarúgó-szövetség Játékvezető Bizottsága (JB) terjesztette fel nemzetközi játékvezetőnek, a Nemzetközi Labdarúgó-szövetség (FIFA) 2002-től tartotta nyilván bírói keretében. Több nemzetek közötti válogatott- és klubmérkőzést vezetett. Az olasz nemzetközi játékvezetők rangsorában, a világbajnokság-Európa-bajnokság sorrendjében többedmagával a 2. helyet foglalja el 23 találkozó szolgálatával. Az aktív nemzetközi játékvezetéstől 2010-ben a labdarúgó-világbajnokságot követően vonult vissza. Nemzetközi mérkőzéseinek száma: 44 (2008).

#### Labdarúgó-világbajnokság

##### U20-as labdarúgó-világbajnokság
Egyesült Arab Emírségek a 2003-as ifjúsági labdarúgó-világbajnokságot, Egyiptom a 2009-es U20-as labdarúgó-világbajnokságot rendezte, ahol a FIFA JB bírói szolgálattal bízta meg.

###### 2003-as U20-as labdarúgó-világbajnokság
| Időpont            | Helyszín                              | Mérkőzés típusa              | Mérkőzés               | Eredmény | Nézők száma |
| ------------------ | ------------------------------------- | ---------------------------- | ---------------------- | -------- | ----------- |
| 2003. november 28. | Mohammad Bin Zayed Stadion, Abu-Dzabi | csoportmérkőzés (A. csoport) | Panama–Burkina Faso    | 0 : 1    | 4 500       |
| 2003. december 2.  | Al-Nahyan Stadion, Abu-Dzabi          | csoportmérkőzés (F. csoport) | Dél-Korea–Paraguay     | 0 : 1    | 5 000       |
| 2003. december 4.  | Al-Rashid Stadion, Dubaj              | csoportmérkőzés (C. csoport) | Brazília–Ausztrália    | 2 : 3    | 10 000      |
| 2003. december 19. | Jeque Zayed Stadion, Abu-Dzabi        | döntő                        | Spanyolország–Brazília | 0 : 1    | 55 000      |

###### 2009-es U20-as labdarúgó-világbajnokság
| Időpont              | Helyszín                  | Mérkőzés típusa              | Mérkőzés                   | Eredmény | Nézők száma |
| -------------------- | ------------------------- | ---------------------------- | -------------------------- | -------- | ----------- |
| 2009. szeptember 25. | Álszálám Stadion, Kairó   | csoportmérkőzés (B. csoport) | Nigéria–Venezuela          | 0 : 1    | 10 540      |
| 2009. szeptember 29. | Városi Stadion, Iszmailia | csoportmérkőzés (D. csoport) | Uruguay–Üzbegisztán        | 3 : 0    | 13 000      |
| 2009. október 2.     | Szuezi Stadion, Szuez     | csoportmérkőzés (C. csoport) | Dél-Korea–Egyesült Államok | 3 : 0    | 27 000      |
| 2009. október 10.    | Nemzetközi Stadion, Kairó | egyik negyeddöntő            | Brazília–Németország       | 2 : 1    | 32 935      |

---
A világbajnoki döntőhöz vezető úton Németországba a XVIII., a 2006-os labdarúgó-világbajnokságra és Dél-Afrikába a XIX., a 2010-es labdarúgó-világbajnokságra a FIFA JB bíróként alkalmazta. Világbajnokságokon vezetett mérkőzéseinek száma: 6.

##### 2006-os labdarúgó-világbajnokság
A világbajnoki döntőhöz vezető úton Németországba a XVIII., a 2006-os labdarúgó-világbajnokságra a FIFA JB hivatalnokként alkalmazta. Eredetileg egy másik olaszt, Massimo de Santis jelölték, de hazájában fogadási botrányba keveredett, így került sor Rosetti kiválasztására. A torna szervezői a végső események vezetésére is alkalmasnak tartották, de az európai csapatok részvétele miatt erre nem kerülhetett sor.

###### Selejtező mérkőzés
| Időpont             | Helyszín                         | Mérkőzés típusa           | Mérkőzés              | Eredmény | Nézők száma |
| ------------------- | -------------------------------- | ------------------------- | --------------------- | -------- | ----------- |
| 2004. október 9.    | Toyota Stadion, Prága            | előselejtező (1. csoport) | Csehország–Románia    | 1 : 0    | 16 028      |
| 2005. március 26.   | Mikhail Meshki Stadion, Tbiliszi | előselejtező (2. csoport) | Grúzia–Görögország    | 1 : 3    | 25 700)     |
| 2005. szeptember 3. | St.Jakob Park Stadion, Bázel     | előselejtező (4. csoport) | Svájc–Izrael          | 1 : 1    | 30 000      |
| 2005. október 12.   | Tehelne Stadion, Pozsony         | előselejtező (3. csoport) | Szlovákia–Oroszország | 0 : 0    | 22 317      |

###### Világbajnoki mérkőzés
| Időpont          | Helyszín                             | Mérkőzés típusa              | Mérkőzés                        | Eredmény | Nézők száma |
| ---------------- | ------------------------------------ | ---------------------------- | ------------------------------- | -------- | ----------- |
| 2006. június 20. | Fritz Walter Stadion, Kaiserslautern | csoportmérkőzés (B. csoport) | Paraguay–Trinidad és Tobago     | 2 : 0    | 46 000      |
| 2006. június 16. | Veltins Stadion, Gelsenkirchen       | csoportmérkőzés (C. csoport) | Argentína–Szerbia és Montenegró | 6 : 0    | 52 000      |
| 2006. június 11. | Franken Stadion, Nürnberg            | csoportmérkőzés (D. csoport) | Mexikó–Irán                     | 3 : 1    | 41 000      |
| 2006. június 26. | WM Stadion, Hannover                 | egyik nyolcaddöntő           | Franciaország–Spanyolország     | 1 : 3    | 43 000      |

##### 2010-es labdarúgó-világbajnokság
2008-ban a FIFA bejelentette, hogy a dél-afrikai rendezésű, a XIX., a 2010-es labdarúgó-világbajnokság lehetséges játékvezetők átmeneti listájára jelölte.
A FIFA JB 2010. február 5-én kijelölte a (június 11.-július 11.) közötti dél-afrikai világbajnokságon közreműködő harminc játékvezetőt, akik Kassai Viktor és 28 társa között ott lehettek a világtornán. Az érintettek március 2-6. között a Kanári-szigeteken vettek részt szemináriumon, ezt megelőzően február 26-án Zürichben orvosi vizsgálaton kellett megjelenniük. Az ellenőrző vizsgálatokon megfelelt az elvárásoknak, így a FIFA Játékvezető Bizottsága delegálta az utazó keretbe. Az Argentína–Mexikó mérkőzésen a második számú partbírója nem jelezte, hogy az első argentin gól leshelyzetben esett. FIFA utasításra a helyi kivetítőn megismételt játékhelyzetet nem vehette döntő érvnek, ezért a fatális gól megadta. Tévedésének következtében visszavonult az aktív bíráskodástól.

###### Selejtező mérkőzés
| Időpont             | Helyszín                          | Mérkőzés típusa           | Mérkőzés                       | Eredmény | Nézők száma |
| ------------------- | --------------------------------- | ------------------------- | ------------------------------ | -------- | ----------- |
| 2008. október 11.   | Rasunda Stadion, Solna            | előselejtező (1. csoport) | Svédország–Portugália          | 0 : 0    | 33 241      |
| 2009. március 28.   | Nemzeti Stadion, Ramat-Gan        | előselejtező (2. csoport) | Izrael–Görögország             | 1 : 1    | 38 000      |
| 2009. szeptember 9. | FK Crvena Zvezda Stadion, Belgrád | előselejtező (7. csoport) | Szerbia–Franciaország          | 1 : 1    | 49 256      |
| 2009. november 18.  | Bilino Polje Stadion, Zenica      | kvalifikáció              | Portugália–Bosznia-Hercegovina | 1 : 0    | 15 000      |

###### Világbajnoki mérkőzés
| Időpont          | Helyszín                           | Mérkőzés típusa              | Mérkőzés         | Eredmény | Nézők száma |
| ---------------- | ---------------------------------- | ---------------------------- | ---------------- | -------- | ----------- |
| 2010. június 19. | Royal Bafokeng Stadion, Rustenburg | csoportmérkőzés (D. csoport) | Ghána–Ausztrália | 1 : 1    | 34 812      |
| 2010. június 27. | Soccer City Stadion, Johannesburg  | egyik nyolcaddöntő           | Argentína–Mexikó | 3 : 1    | 84 377      |

#### Labdarúgó-Európa-bajnokság

##### U17-es labdarúgó-Európa-bajnokság
Dánia rendezte a 2002-es U17-es labdarúgó-Európa-bajnokságot, ahol az UEFA JB játékvezetőként foglalkoztatta.
| Időpont           | Helyszín                  | Mérkőzés típusa              | Mérkőzés                   | Eredmény |
| ----------------- | ------------------------- | ---------------------------- | -------------------------- | -------- |
| 2002. április 28. | Városi Stadion, Roskilde  | csoportmérkőzés (D. csoport) | Magyarország–Lengyelország | 1 : 3    |
| 2002. május 1.    | Városi Stadion, Hvidovre  | csoportmérkőzés (A. csoport) | Anglia–Dánia               | 0 : 0    |
| 2002. május 10.   | Farum Park Stadion, Farum | döntő                        | Franciaország–Svájc        | 0 : 0    |

---
Az európai-labdarúgó torna döntőjéhez vezető úton Portugáliába a XII., a 2004-es labdarúgó-Európa-bajnokságra valamint Ausztriába és Svájcba a XIII., a 2008-as labdarúgó-Európa-bajnokságra az UEFA JB  hivatalnoki feladatokkal foglalkoztatta. Ő az első játékvezető, aki Európa-bajnokságon a nyitó mérkőzést és a záró találkozót, a döntő mérkőzést is vezethette. 2008-ban a 13. labdarúgó-Európa-bajnokság döntőjét, harmadik olaszként vezethette.

##### 2004-es labdarúgó-Európa-bajnokság

###### Selejtező mérkőzés
| Időpont          | Helyszín                 | Mérkőzés típusa           | Mérkőzés              | Eredmény | Nézők száma |
| ---------------- | ------------------------ | ------------------------- | --------------------- | -------- | ----------- |
| 2003. június 11. | İnönü Stadion, Isztambul | előselejtező (7. csoport) | Törökország–Macedónia | 3 : 2    | 23 000      |

##### 2008-as labdarúgó-Európa-bajnokság

###### Selejtező mérkőzés
| Időpont             | Helyszín                          | Mérkőzés típusa           | Mérkőzés                 | Eredmény | Nézők száma |
| ------------------- | --------------------------------- | ------------------------- | ------------------------ | -------- | ----------- |
| 2006. október 11.   | Maksimir Stadion, Zágráb          | előselejtező (E. csoport) | Horvátország–Anglia      | 2 : 0    | 34 500      |
| 2007. március 24.   | Sparta Stadion, Prága             | előselejtező (D. csoport) | Csehország–Németország   | 1 : 2    | 17 821      |
| 2007. szeptember 8. | Benfica Stadion, Lisszabon        | előselejtező (A. csoport) | Portugália–Lengyelország | 2 : 2    | 55 000      |
| 2007. november 17.  | Santiago Bernabéu Stadion, Madrid | előselejtező (F. csoport) | Spanyolország–Svédország | 3 : 0    | 73 000      |

###### Európa-bajnoki mérkőzés
| Időpont          | Helyszín                          | Mérkőzés típusa              | Mérkőzés                  | Eredmény | Nézők száma |
| ---------------- | --------------------------------- | ---------------------------- | ------------------------- | -------- | ----------- |
| 2008. június 7.  | St. Jakob-Park Stadion, Bázel     | csoportmérkőzés (A. csoport) | Svájc–Csehország          | 0 : 1    | 39 730      |
| 2008. június 14. | Wals Siezenheim Stadion, Salzburg | csoportmérkőzés (D. csoport) | Görögország–Oroszország   | 0 : 1    | 31 063      |
| 2008. június 20. | Ernst Happel Stadion, Bécs        | egyik negyeddöntő            | Horvátország–Törökország  | 1 : 1    | 51 428      |
| 2008. június 29. | Ernst Happel Stadion, Bécs        | döntő                        | Németország–Spanyolország | 0 : 1    | 51 428      |

#### Konföderációs kupa
Németországban rendezték a 7., a 2005-ös konföderációs kupa labdarúgó tornát.

##### 2005-ös konföderációs kupa
| Időpont          | Helyszín                    | Mérkőzés típusa              | Mérkőzés          | Eredmény | Nézők száma |
| ---------------- | --------------------------- | ---------------------------- | ----------------- | -------- | ----------- |
| 2005. június 15. | Rhein Energie Stadion, Köln | csoportmérkőzés (A. csoport) | Argentína–Tunézia | 2 : 1    | 28 033      |
| 2005. június 19. | AWD Stadion, Hannover       | csoportmérkőzés (B. csoport) | Mexikó–Brazília   | 1 : 0    | 43 677      |
| 2005. június 26. | AWD Stadion, Hannover       | egyik elődöntő               | Mexikó–Argentína  | 1 : 1    | 40 718      |

#### Nemzetközi kupamérkőzések

##### FIFA-klubvilágbajnokság
Az egyesült arab emírségekbeli Abu-Dzabi adott otthont a 2009-es FIFA-klubvilágbajnokságnak, ahol bíróként szolgálta a labdarúgást..

###### 2009-es FIFA-klubvilágbajnokság
| Időpont            | Helyszín                              | Mérkőzés típusa | Mérkőzés                             | Eredmény | Nézők száma |
| ------------------ | ------------------------------------- | --------------- | ------------------------------------ | -------- | ----------- |
| 2009. december 15. | Mohammed Bin Zayed Stadion, Abu-Dzabi | egyik elődöntő  | Phohang Steelers (japán)–Estudiantes | 1 – 2    | 38 000      |

##### UEFA-bajnokok ligája
A semleges sajtó - két hazai csapat -, a televízió, a rádió dicsérte tevékenységéért.
| Időpont           | Helyszín                        | Mérkőzés típusa             | Mérkőzés          | Eredmény | Nézők száma |
| ----------------- | ------------------------------- | --------------------------- | ----------------- | -------- | ----------- |
| 2008. április 30. | Stamford Bridge Stadion, London | egyik elődöntő visszavágója | Chelsea–Liverpool | 3 : 2    | 38 900      |

## Sportvezetőként
Az aktív játékvezetésről történő lemondásával egy időben az Olasz Labdarúgó-szövetség II. osztályú játékvezetőinek elnökeként dolgozik tovább.

## Szakmai sikerek
- Az IFFHS 2008-ban a világ legjobb játékvezetője címmel ismerte el felkészültségét.
- Az IFFHS (International Federation of Football History & Statistics) 1987-2011 évadokról tartott nemzetközi szavazásán 151, játékvezető besorolásával minden idők 16, legjobb bírójának rangsorolta. A 2008-as szavazáshoz képest 3 pozíciót előbbre lépett.

## Külső hivatkozások
- Roberto Rosetti. World Referee. [2011. november 19-i dátummal az eredetiből archiválva]. (Hozzáférés: 2011. november 28.)
- Roberto Rosetti. footballzz.com. (Hozzáférés: 2011. november 28.)
- Roberto Rosetti. footballdatabase.eu. [2014. október 6-i dátummal az eredetiből archiválva]. (Hozzáférés: 2011. november 28.)
- Roberto Rosetti. scoreshelf.com. [2015. április 5-i dátummal az eredetiből archiválva]. (Hozzáférés: 2011. november 28.)
- Roberto Rosetti. eu-football.info. (Hozzáférés: 2011. november 28.)
- Roberto Rosetti. weltfussball.de. (Hozzáférés: 2011. november 28.)
- Roberto Rosetti. 7m.cn. [2010. július 4-i dátummal az eredetiből archiválva]. (Hozzáférés: 2012. március 1.)

| Elődje: Alfredo Trentalange/Emilio Pellegrino | Kupadöntő 1999–2000 | Utódja: Gennnaro Borriello |

| Elődje: Andrew D'Urso (angol) | U17-es Eb döntő 2002 | Utódja: Novo Panić |

| Elődje: Manuel Mejuto González | U20 döntő 2003 | Utódja: Terje Hauge |

| Elődje: Gianluca Paparesta | Kupadöntő 2002–2003 | Utódja: Pierluigi Collina |

| Elődje: Emidio Morganti | Kupadöntő 2008–2009 | Utódja: Nicola Rizzoli |